# Infekt-Rettungswagen
Der Infekt-Rettungswagen – auch Infektionsrettungswagen genannt – dient der Beförderung hochinfektiöser bzw. hochkontagiöser Personen. Er wird gängigerweise mit I-RTW, IRTW, RTW-I oder Infekt-RTW abgekürzt. Der Unterschied zum Rettungswagen (RTW) besteht lediglich darin, dass der Patientenraum im Aufbau komplett zur Außenwelt sowie zum Führerhaus hin abgedichtet ist. Der Kontakt zum Fahrer ist lediglich über eine Gegensprechanlage möglich. Infekt-Rettungswagen sollten daher aber auch der DIN EN 1789 Typ C entsprechen.
Der Kofferaufbau ist meistens mit Edelstahl ausgekleidet, um eine einfachere Desinfektion zu ermöglichen. In den Zu- und Abluftwegen des Patientenraumes befinden sich diverse Filter, Katalysatoren oder eine Anlage zur thermischen Desinfektion, um eine Übertragung der Krankheitserreger über die Luft an die Umwelt zu verhindern. Im Infekt-Rettungswagen sind Überdruck-Schutzanzüge für die den Patienten betreuende Besatzung vorhanden.
Da auf einem Infekt-Rettungswagen unter Umständen keine komplette Ausrüstung vorhanden ist und dieser fast immer eine längere Anfahrtszeit als ein normaler RTW hat, wird bei jedem Einsatz auch ein RTW mit vollständiger Ausrüstung alarmiert. Teilweise werden die Aufgaben eines Infekt-Rettungswagen durch spezielle Krankenwagen übernommen, die auch als Schwerlast-Rettungswagen oder Intensivtransportwagen fungieren.